# Benoît Huré
Pour les articles homonymes, voir Huré.
Benoît Huré, né le 5 juin 1953 à Sépeaux (Yonne), est un homme politique français, membre des Républicains.

## Biographie

### Fonctions dans les instances agricoles
Agriculteur à  Neuville-lez-Beaulieu, Benoît Huré occupe de nombreuses fonctions dans des organismes divers, comme les comités socio-structurels de la CEE de 1978 à 1982 ou les instances nationales du CNJA de 1978 à 1988. Il est membre du Conseil économique et social de Champagne-Ardenne de 1982 à 1986, de la Chambre d’agriculture des Ardennes de 1983 à 2001 et de la Chambre régionale d’agriculture de 1983 à 1995.

### Carrière politique
Membre du RPR, Benoît Huré débute en politique comme maire de Neuville-lez-Beaulieu, de 1989 à 2001.
Élu pour la première fois conseiller général des Ardennes sur le canton de Signy-le-Petit en mars 1992, il est réélu en 1998, 2004 et 2011. Pendant ses douze premières années au conseil général des Ardennes, il acquiert une expérience tant au sein de la plupart des commissions qu’aux postes de vice-président, puis de premier vice-président auprès de Roger Aubry, auquel il succède à la présidence le 1er avril 2004. Il est alors membre de l'UMP, qui a succédé au RPR en 2002. Il est président des conseils d’administration de la société d'économie mixte ARCAVI de 1998 à 2004 et de la  Régie départementale des transports des Ardennes (RDTA) de 1998 à 2004. Il est également président du syndicat mixte pour la réalisation de la zone de haute technologie du Moulin Le Blanc depuis 2004.
En octobre 2004, Benoît Huré accède à des responsabilités nationales en devenant sénateur des Ardennes, à la suite du décès d'Hilaire Flandre, dont il était le suppléant. Il est élu lors des sénatoriales de 2008, puis réélu en 2014. Il est membre du groupe Union pour un mouvement populaire.
Le 20 mars 2008, il est réélu président du conseil général des Ardennes.
Le 29 mars 2015, il est élu conseiller départemental du canton de Rocroi en tandem avec Noëlle Devie,. Le 2 avril suivant, il est élu président du conseil départemental des Ardennes.
Il soutient Bruno Le Maire pour la primaire présidentielle des Républicains de 2016. En septembre 2016, il est nommé avec plusieurs personnalités membre du comité politique de la campagne.
En 2020, il est battu aux sénatoriales.

## Décorations
Il est chevalier de l'ordre national du Mérite et officier du Mérite agricole.